# Côte de Hesse
La côte de Hesse – aussi appelé Mouckenberg (Mückenberg en allemand) – est une colline calcaire qui culmine à 328 mètres au sud de la ville de Sarrebourg en Moselle, reconnaissable de loin à l'antenne-relais installée à proximité de son sommet. Le site abrite une zone naturelle d'intérêt écologique, faunistique et floristique (ZNIEFF). Paradoxalement, la colline accueille également un site d'enfouissement de déchets fermé depuis 2016.

## Toponymie
Se situant sur la frontière linguistique mosellane, la colline est appelée côte de Hesse par la population francophone en référence au village qui est construit sur son flanc sud alors que les habitants de la partie germanophone la dénomment Mouckenberg.
Aucune étude n'a à ce jour été faite sur l'étymologie du nom Mouckenberg. A priori, moucken- renverrait à la mouche en dialecte local et le suffixe -berg fait référence à un relief, une colline ou une montagne.
Le nom allemand de ce relief est Mückenberg, dans lequel mücken- signifie « moustique ».

## Géographie

### Situation, topographie
La côte de Hesse culmine à une altitude de 328 mètres au sud de la ville de Sarrebourg dans le département de la Moselle. Elle forme avec le Grand Rebberg (315 m), le Petit Rebberg (300 m) et le Marxberg (285 m) un ensemble collinaire qui délimite le versant est de la vallée de la Sarre dans l'agglomération sarrebourgeoise.

### Géologie
D'un point de vue géologique, le sommet de la colline est constitué de couches à cératites alors que sa base se compose de calcaire à entroques.

## Histoire

### Vestiges gallo-romains
Cinq villas gallo-romaines ont été trouvées aux XIXe et XXe siècles autour de la côte de Hesse :
- une au lieu-dit « Masure de Tiénon » à environ 1 km au nord-ouest du clocher de l'église de Hesse ;
- une au lieu-dit « Marjac » à environ 1,6 km au nord-nord-est du clocher de l'église de Hesse ;
- trois villas autour de l'actuelle ferme du Mouckenhoff.

### La ferme du Mouckenhoff
Le Mouckenhoff est une ferme isolée qui se situe sur le flanc nord-est de la côte de Hesse sur la commune de Buhl-Lorraine. Son existence est attestée depuis 1661, bien que la présence de villas gallo-romaines sur le site laisse penser à une occupation plus ancienne. Entre la fin du XVIIIe et le début du XXe siècle, le Mouckenhoff était exploité par des familles anabaptistes comme un bon nombre de fermes et moulins isolés des environs.

## Activités

### Protection environnementale
L'extrémité nord-ouest de la côte de Hesse abrite depuis 2012 une zone naturelle d'intérêt écologique, faunistique et floristique de 12,5 ha au lieu-dit « Haut-des-Pigeons » en tant que fourré médio-européen sur sol fertile. Seize espèces déterminantes y ont été observées entre 2000 et 2011 :
| Nom vernaculaire de l'espèce    | Nom scientifique de l'espèce | Groupe          |
| ------------------------------- | ---------------------------- | --------------- |
| Crapaud sonneur à ventre jaune  | Bombina variegata            | Amphibiens      |
| Hespérie du brome               | Carterocephalus palaemon     | Lépidoptères    |
| Azuré bleu céleste ou Bel Argus | Polyommatus bellargus        | Lépidoptères    |
| Azuré bleu céleste ou Bel Argus | Lysandra bellargus           | Lépidoptères    |
| Azuré de l'ajonc ou Petit argus | Plebejus argus               | Lépidoptères    |
| Cigogne blanche                 | Ciconia ciconia              | Oiseaux         |
| Caille des blés                 | Coturnix coturnix            | Oiseaux         |
| Pie-grièche écorcheur           | Lanius collurio              | Oiseaux         |
| Milan noir                      | Milvus migrans               | Oiseaux         |
| Rougequeue à front blanc        | Phoenicurus phoenicurus      | Oiseaux         |
| Coronelle lisse                 | Coronella austriaca          | Reptiles        |
| Lézard des souches              | Lacerta agilis               | Reptiles        |
| Orchis grenouille               | Coeloglossum viride          | Phanérogames    |
| Orchis grenouille               | Dactylorhiza viridis         | Phanérogames    |
| Orchis brûlé                    | Neotinea ustulata            | Phanérogames    |
| Mante religieuse                | Mantis religiosa             | Autres insectes |

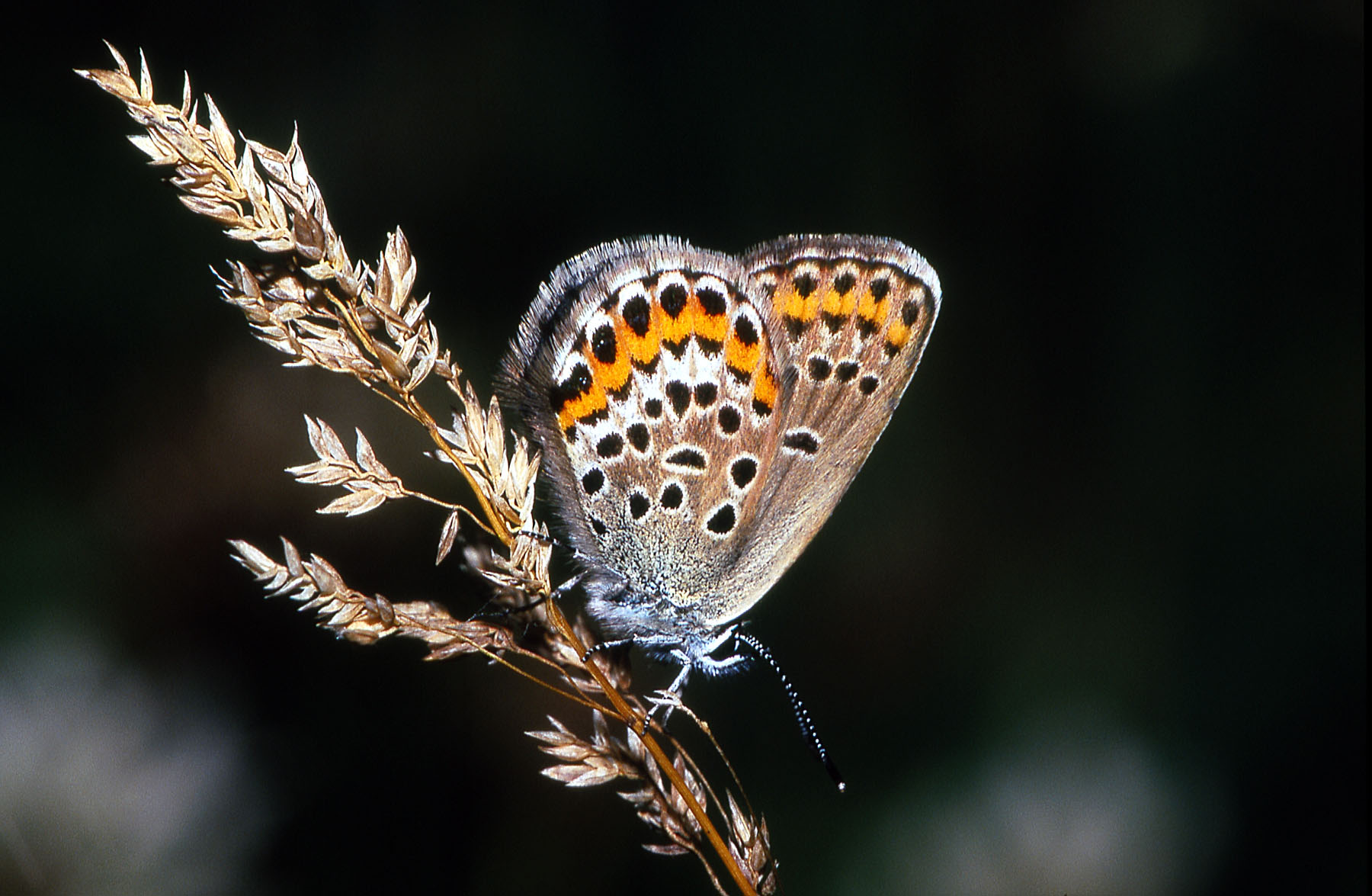
Azuré de l'ajonc.
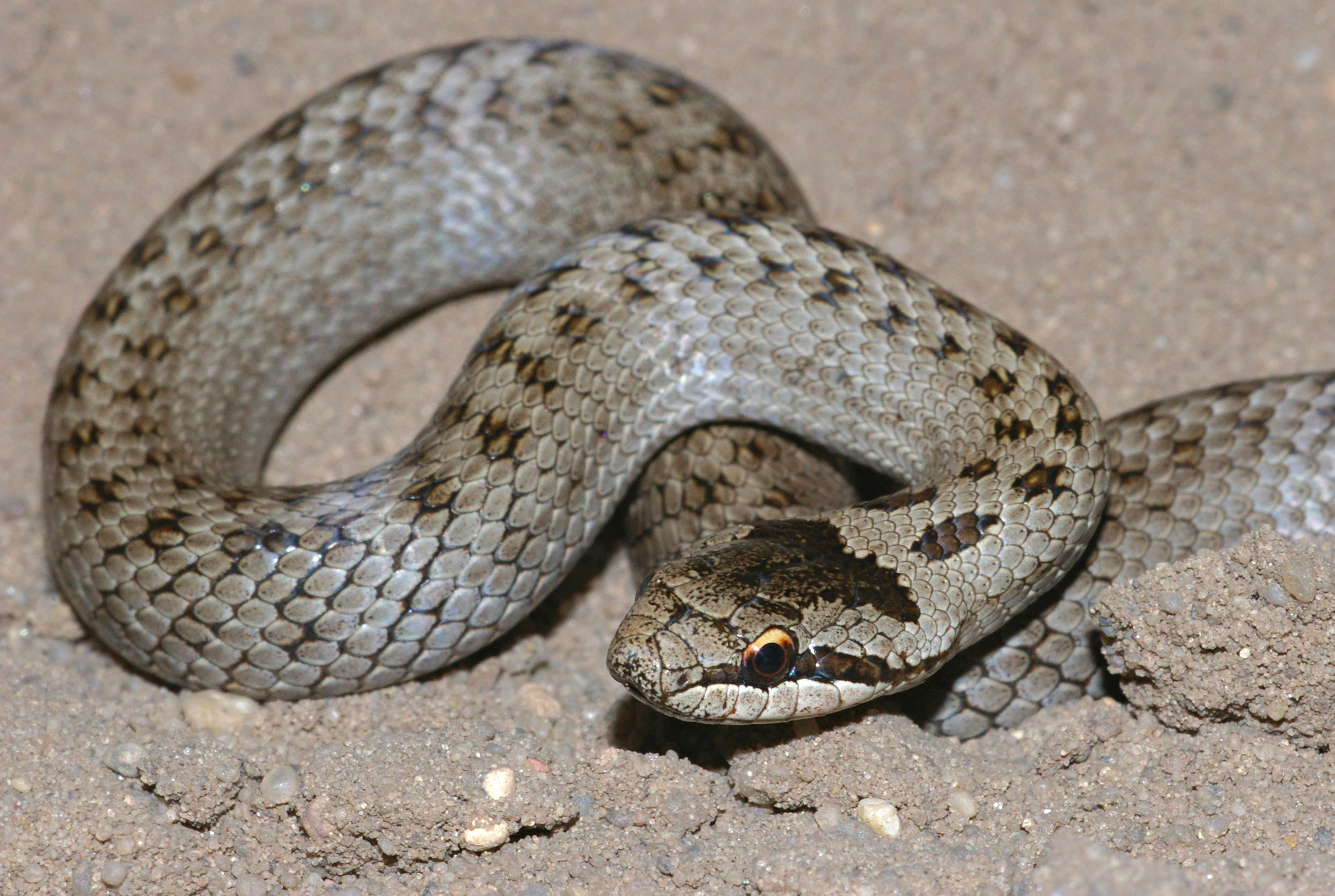
Coronelle lisse.
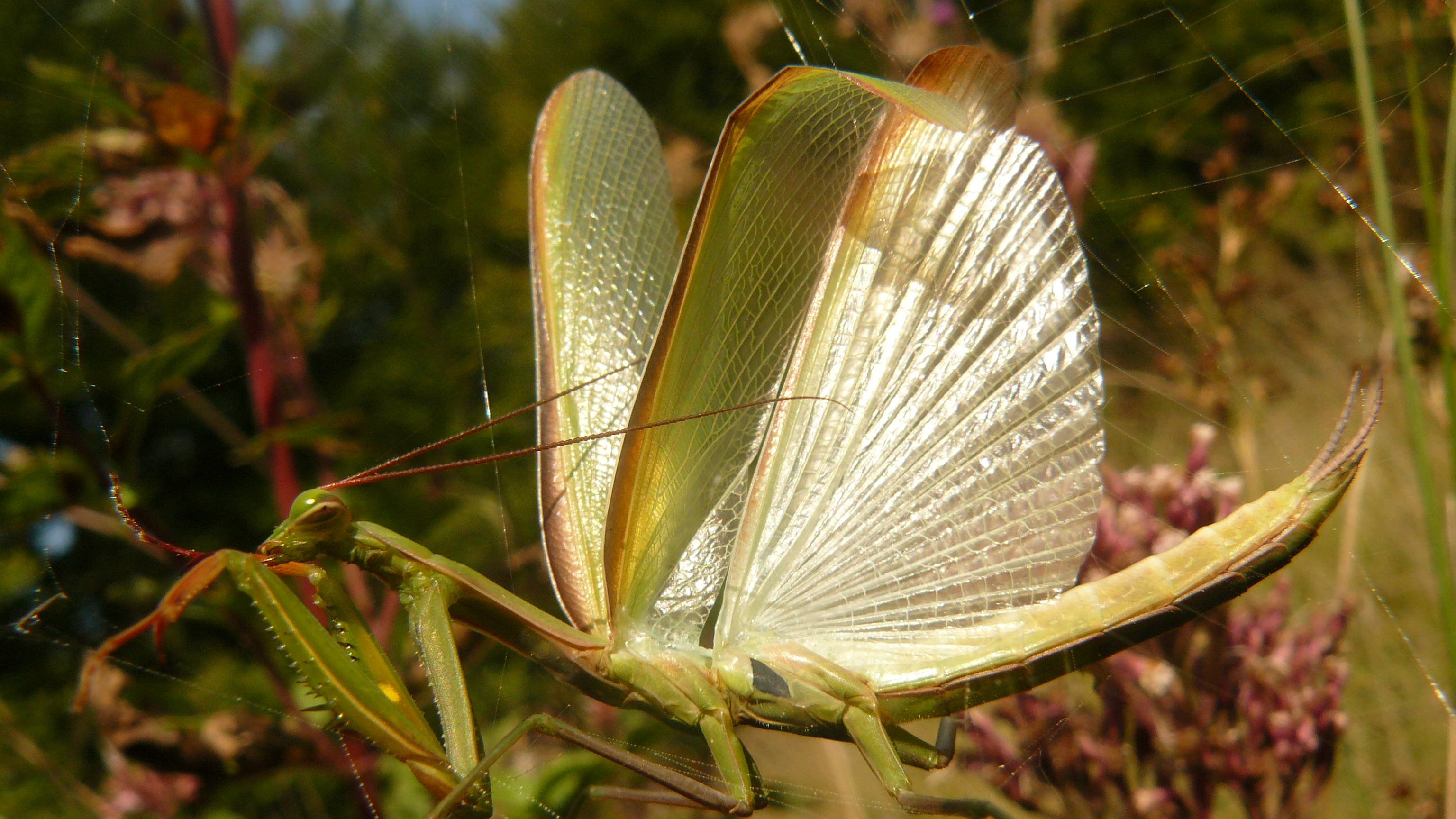
Mante religieuse.
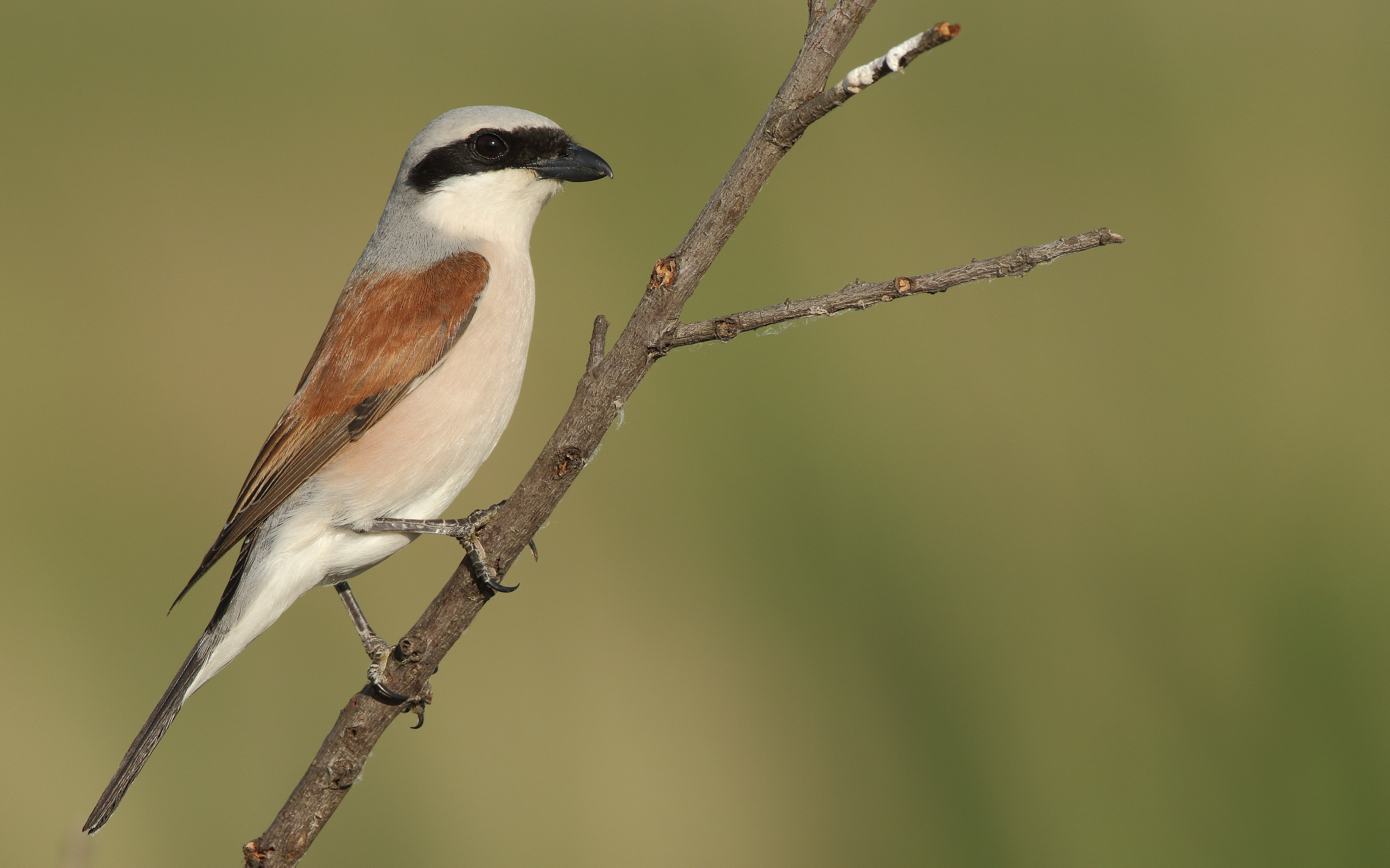
Pie-grièche écorcheur.
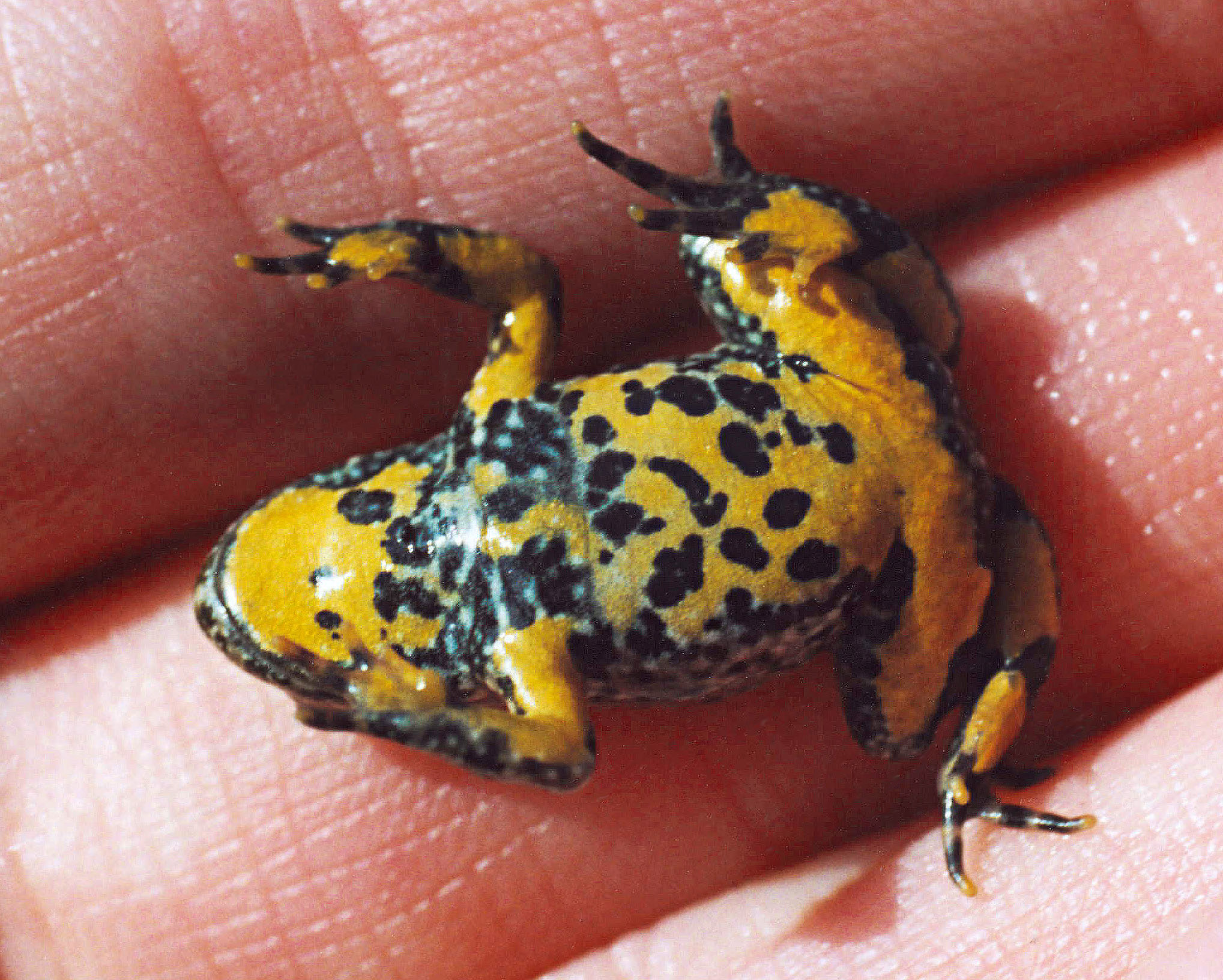
Sonneur à ventre jaune.

À l'automne 2018, quatre hectares de pelouses calcaires de la ZNIEFF ont subi l'intervention d'une broyeuse mécanique engendrant des dégâts considérables sur son écosystème.

### Enfouissement de déchets
La côte de Hesse accueillait un site d'enfouissement des déchets sur son flanc ouest. Celui-ci a été fermé en 2016 et reconverti en centre de transfert des déchets.

### Défense
Un dépôt du service de l'énergie opérationnelle se trouve sur la colline.

### Économie
En 2018, la ville de Sarrebourg procède à l'extension de sa zone d'activité commerciale des Terrasses de la Sarre au sud de la RN 4 par le lotissement « Porte des Vosges ».